# Międzynarodowy port lotniczy

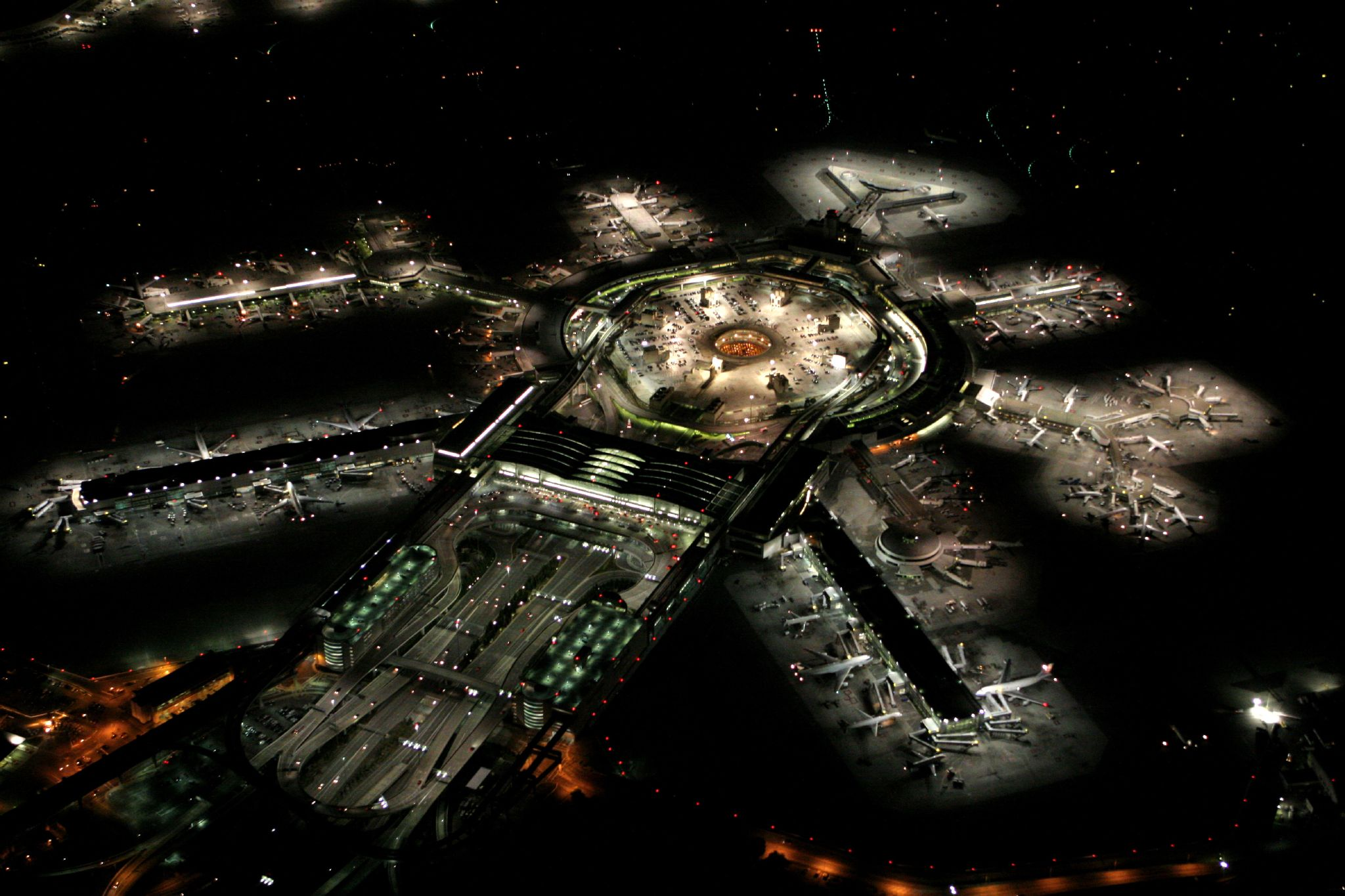
Międzynarodowe lotnisko w San Francisco nocą, z bramkami odlotów wychodzącymi promieniście z budynku terminala, mostami lotniczymi, płytą postojową i zaparkowanymi samolotami

Międzynarodowy port lotniczy — zgodnie z Konwencją o międzynarodowym lotnictwie cywilnym jest to każdy port lotniczy wyznaczony przez umawiające się państwo i znajdujący się na jego terytorium, służący do obsługi przylotów i odlotów statków powietrznych w międzynarodowym ruchu powietrznym oraz w którym przeprowadzane są formalności dotyczące odprawy celnej, kontroli imigracyjnej, zdrowia publicznego, kwarantanny zwierząt i roślin oraz podobnych procedur, zatem jest to lotnisko posiadające obiekty kontroli celnej i granicznej, umożliwiające pasażerom podróżowanie pomiędzy krajami na całym świecie. 
Organizacja Międzynarodowego Lotnictwa Cywilnego (ICAO)  klasyfikuje porty lotniczej jako międzynarodowe przypisując każdemu z nich unikalny czteroliterowy kod, znany jako kod ICAO.
Międzynarodowe porty lotnicze są zwykle większe od krajowych i posiadają dłuższe pasy startowe. Według danych Międzynarodowej Rady Portów Lotniczych (ACI) średnia długość pasów startowych w międzynarodowych portach lotniczych wynosi około 3 000 metrów, w porównaniu do około 2 500 metrów w portach regionalnych. W portach międzynarodowych spotkamy także oznaczenia w wielu językach oraz usługi związane z ruchem międzynarodowym jak możliwość wymiany walut.

## Historia

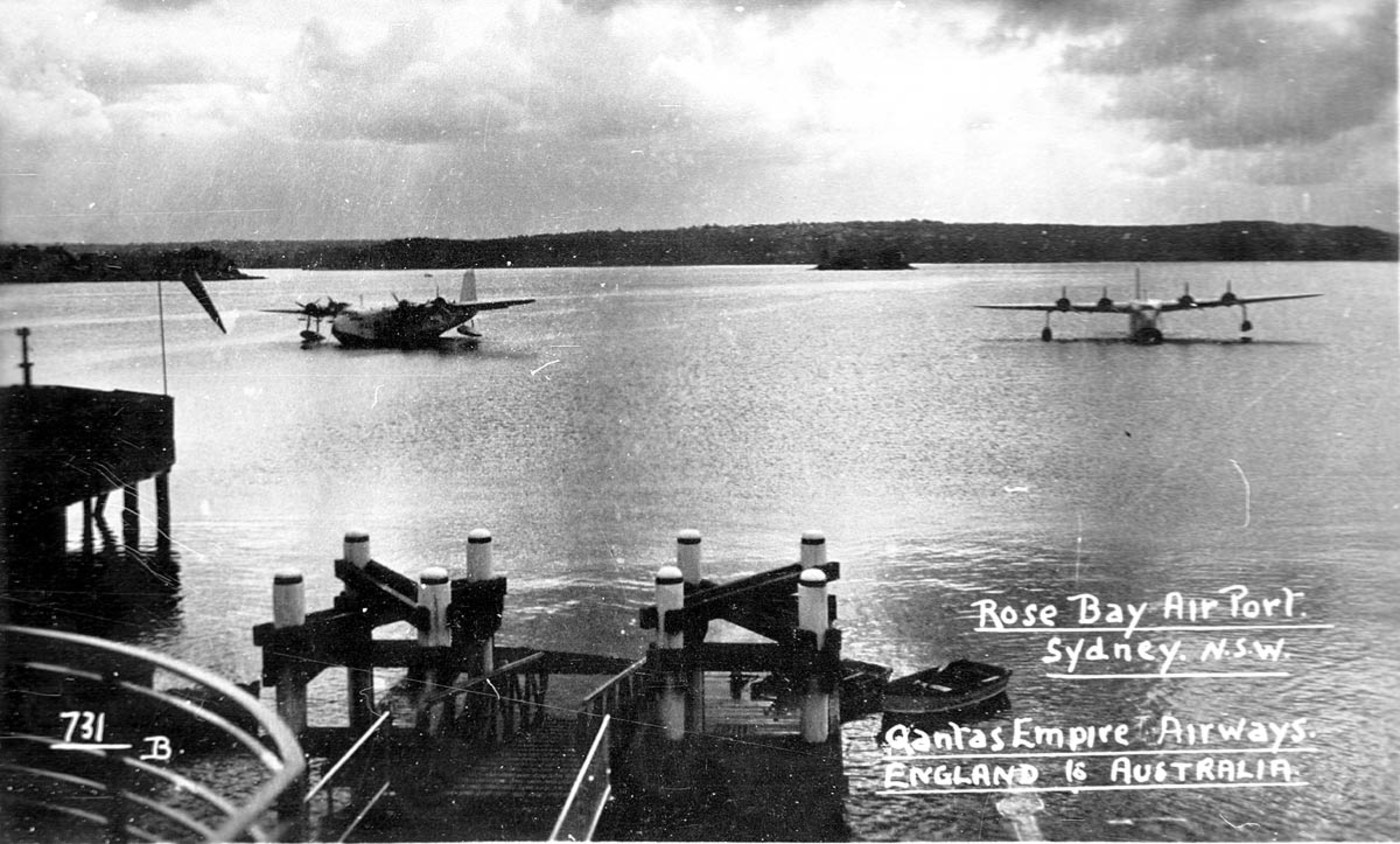
Usługi latających łodzi Qantas Empire Airways International Short Empire przybywające do Rose Bay w Sydney (c. 1939)

W sierpniu 1919 roku lotnisko Hounslow Heath w Londynie stało się pierwszym lotniskiem obsługującym regularne międzynarodowe usługi lotnicze świadcząc regularne międzynarodowe połączenia między Anglią a Francją. W Stanach Zjednoczonych w 1928 roku lotnisko miejskie Douglas w Arizonie stało się pierwszym międzynarodowym lotniskiem obu Ameryk. 
Pojawienie się na początku lat 60. XX wieku samolotów odrzutowych, takich jak Boeing 707, wpłynęło na rozwój lotniczego ruchu międzynarodowego umożliwiających loty bez międzylądowań między Australią, Nową Zelandią a Hawajami. Wcześniej konieczny był przystanek na środkowym Pacyfiku.